# Casa Gropius

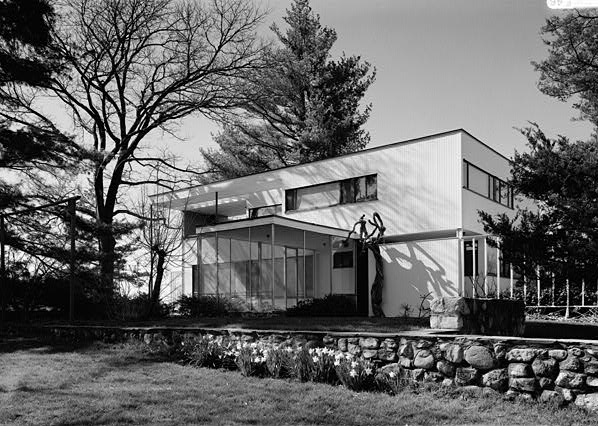

Casa Gropius (în engleză: Gropius House) a fost reședința din Statele Unite ale Americii a renumitului arhitect Walter Gropius (n. 1883 – d. 1969), construită în 1938, imediat după emigrarea sa în această țară.  Casa Gropius se găsește localizată la adresa 68 Baker Bridge Road, Lincoln, Massachusetts.  Este proprietatea organizației non-profit Historic New England.

## Historic New England și Bauhaus
Historic New England, cunoscută anterior ca Societatea pentru conservarea antichităților din Noua Anglie (The Society for the Preservation of New England Antiquities - SPNEA), este o societate caritabilă ce are ca unic scop conservarea clădirilor și arhitecturii din regiunea Statelor Unite ale Americii cunoscută sub numele de New England.  Această organizație non-profit are sediul în Boston, Massachusetts, fiind totodată cea mai veche, mare și recunoscută organizație regională de conservare din Statele Unite. 

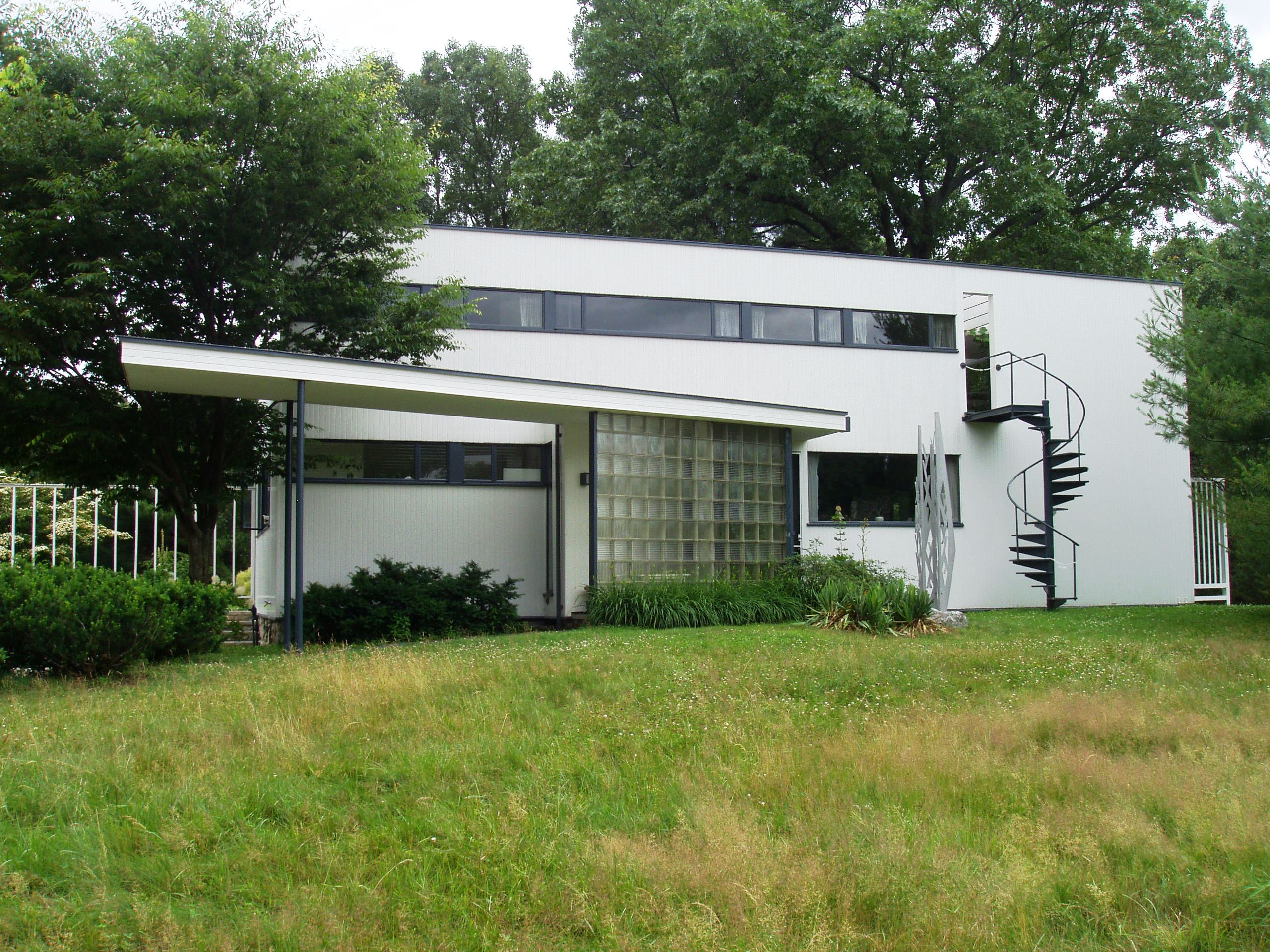
Vedere frontală.

Walter Gropius a fost fondatorul școlii și miscării artistice majore, cunoscută sub numele de Bauhaus și unul dintre cei mai importanți și influenți arhitecți ai secolului al 20-lea.  Această casă, care a reprezentat prima sa lucrare arhitecturală din Statele Unite, a fost  proiectată în 1937, anul în care Gropius a venit ca să predea la Harvard University's Graduate School of Design, și apoi construită în 1938.   A fost locuința sa permanentă din 1938 până la moartea sa, survenită în 1969. 
Este demn de menționat că Gropius a avut un sponzor, care i-a patronat atât șederea în Statele Unite, la început, cât și realizarea acestui proiect arhitectural.  Doamna James J. Storrow i-a oferit locul construirii casei, precum și capital pentru a o construi.  Doamna Storrow a fost atât de mulțumită de rezultatul final încât a oferit alte patru locuri de casă, pentru alți patru profesori de la Harvard. Gropius a ajutat la designarea altor două proiecte din acele patru. 
Casa a creat o adevărată senzație după ce a fost construită.  În deplină consonanța cu filozofia Bauhaus, absolut toate detaliile, de la cel mai mic aspect al casei până la încadrarea armonioasă în peisajul înconjurător, au fost gândite și planificate pentru a conferi maximum de eficiență și simplitate.  Walter Gropius a plasat casa pe o înălțime, fiind înconjurată de o livadă cu 90 de meri, în așa fel încât casa se integrează firesc în peisajul și habitatul de tip New England. 

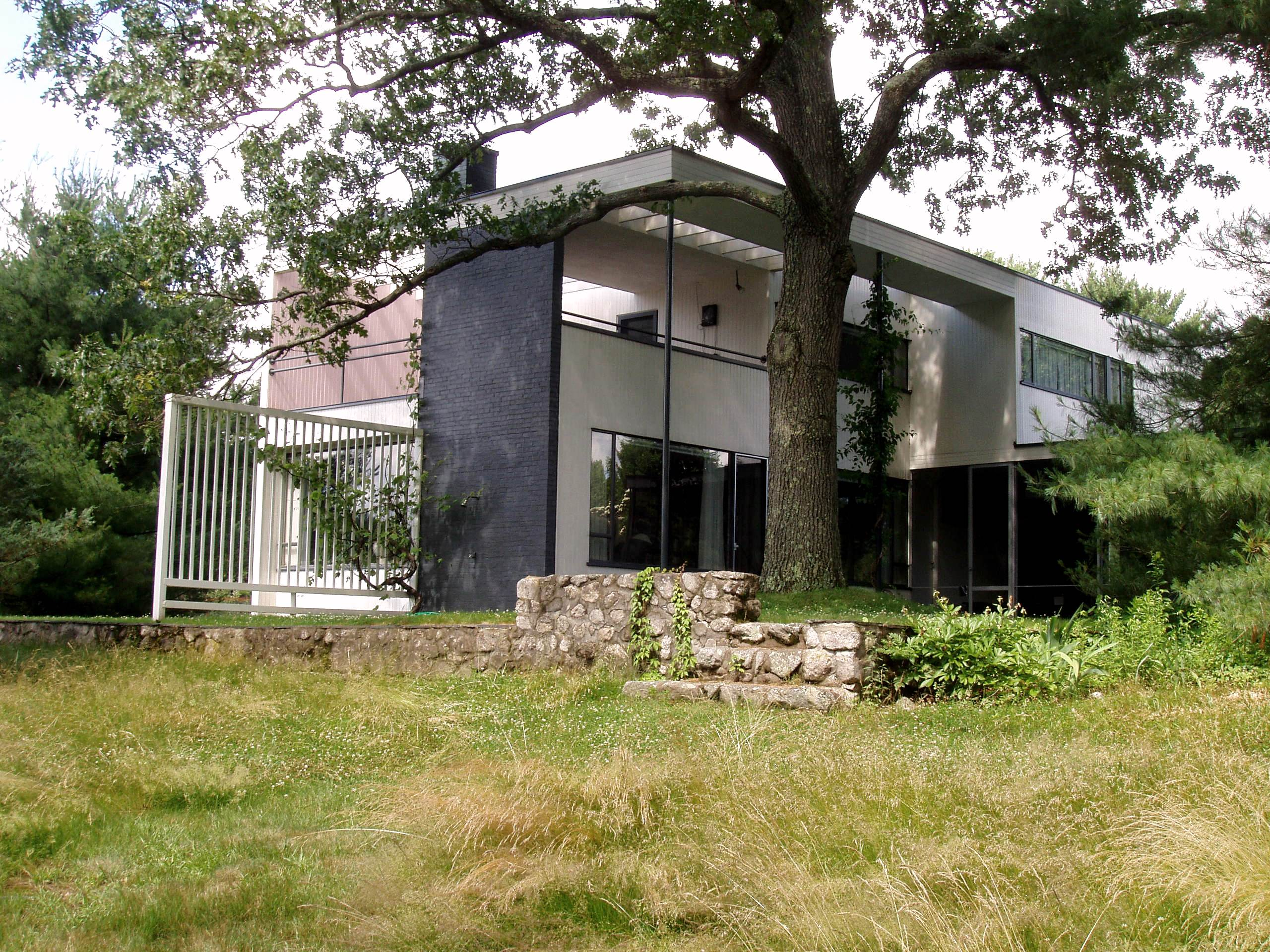
Vedere din spate.

Plasată între câmpuri, printre câmpuri, păduri și ferme, Casa Gropius folosește armonios materiale tipice ale arhitecturii locale (lemn, cărămidă și fieldstone, un fel de rocă metamorfică de tipul gresiei) cu materiale industriale așa cum ar fi blocuri de sticlă, plaster cu proprietăți acustice și mânere cromate.  Arhitectura casei constă dintr-o structură de rezistență tradițională de lemn ușor, tipică zonei New England, înconjurată de structuri verticale de tip panou, constituind pereții casei.  Oricum, construcția casei a însemnat și un apreciabil efort de minimalizare a cheltuielilor și de maximizare a efectului final.  Întreaga construcție a costat în jur de 18.000 de dolari. 
Absolut toate posesiunile familiale sunt astăzi prezente în casa muzeu.  Printre acestea se numără întregul mobilier al casei, o remarcabilă colecție în sine, designată și realizată de Marcel Breuer în atelierele de la Bauhaus.  Lucrările de artă includ opere de Josef Albers, Joan Miró și Henry Moore, piese ce au fost ce au fost oferite lui Gropius de către artiștii înșiși.